# Рокканкур
Рокканку́р (фр. Rocquancourt) — коммуна во Франции, находится в регионе Нижняя Нормандия. Департамент коммуны — Кальвадос. Входит в состав кантона Бургебюс. Округ коммуны — Кан.
Код INSEE коммуны — 14538.

## Население
Население коммуны на 2010 год составляло 815 человек.
| 1962 | 1968 | 1975 | 1982 | 1990 | 1999 | 2010 |
| ---- | ---- | ---- | ---- | ---- | ---- | ---- |
| 440  | 506  | 503  | 530  | 519  | 581  | 815  |

## Экономика
В 2010 году среди 520 человек трудоспособного возраста (15—64 лет) 411 были экономически активными, 109 — неактивными (показатель активности — 79,0 %, в 1999 году было 69,9 %). Из 411 активных жителей работали 378 человек (192 мужчины и 186 женщин), безработных было 33 (18 мужчин и 15 женщин). Среди 109 неактивных 41 человек были учениками или студентами, 42 — пенсионерами, 26 были неактивными по другим причинам.